# تین سین (بازیکن فوتبال)
تین سین (انگلیسی: Tin Sein؛ زادهٔ ۱۲ ژوئن ۱۹۵۱) بازیکن فوتبال اهل میانمار بود.
وی به‌همراه تیم ملی فوتبال میانمار در بازی‌های المپیک تابستانی ۱۹۷۲ شرکت کرده‌است.